# Eliot Higgins
Eliot Ward Higgins, geboren in januari 1979, die eerder schreef onder het pseudoniem Brown Moses, is een Britse burgerjournalist en voormalig blogger, bekend van het gebruik van openbare bronnen (OSINT) en sociale media voor onderzoeken. Hij is de oprichter van Bellingcat, een website voor de burgerjournalist om actuele gebeurtenissen te onderzoeken met behulp van vrij beschikbare informatie zoals video's, satellietbeelden en foto's. Hij heeft onderzoek gedaan naar de Syrische burgeroorlog, het neerhalen van vlucht MH17 en de vergiftiging van Sergej en Joelia Skripal. Hij kreeg voor het eerst mainstream media-aandacht door wapens te identificeren in geüploade video's van het Syrische conflict op zijn blog.